# 費拉拉戰爭
費拉拉戰爭，或稱鹽的戰爭（義大利語：Guerra di Ferrara 或 Guerra del sale，1482－1484年）是一個發生於15世紀末期的戰爭，是由費拉拉公爵埃爾科萊一世·埃斯特與他的對手西斯都四世及其盟友威尼斯共和國間的戰爭。戰爭結束於1484年8月7日簽訂的巴尼奧洛和約（Pace di Bagnolo）。

## 背景

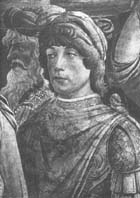
吉羅拉莫·里亞里奧像

在經過多次試圖對抗美第奇家族未果及羅倫佐·德·美第奇與那不勒斯的斐迪南多一世友好的私交帶來意想不到的和平後，西斯都四世及威尼斯共和國昔日的權威大為降低並對此感到不滿。而威尼斯剛與鄂圖曼土耳其帝國簽訂君士坦丁堡條約結束長達35年的戰爭，有閒暇的心力將目光轉回義大利半島上。
除了平時在邊境據點上的輕微摩擦外，還另外上演了食鹽貿易的競賽，通常根據貿易協議，食鹽貿易權是保留給威尼斯共和國的，然而時任費拉拉公爵埃爾科萊一世·埃斯特卻著手掌控位於科馬基奧的鹽場，這威脅到威尼斯人在半島上的商業利益。
威尼斯受到西斯都四世的外甥－吉羅拉莫·里亞里奧的支持，吉羅拉莫於1480年9月被他的教宗舅舅冊封為弗利領主，弗利是個擁有極佳戰略優勢的城市，吉羅拉莫在得到弗利後將目標轉往鄰近的費拉拉公國，他期望能藉此拓展德拉·羅維雷家族的領土。
威尼斯於1482年對費拉拉開戰，開戰理由除了費拉拉侵犯了他們的食鹽專賣權，也以1481年一位威尼斯在費拉拉設立的高級官員副領主（visdominio）因為越權逮捕了一名神職人員而被費拉拉大主教開除教籍並被逐出費拉拉為藉口，正式對費拉拉宣戰。
威尼斯的盟國除了有教宗國及里亞里奧的軍隊外，還有熱那亞共和國及蒙費拉托侯國的古列爾莫八世·帕雷歐羅加侯爵。而費拉拉軍隊則由烏爾比諾公爵費德里科·達·蒙特費爾特羅指揮，埃爾科萊一世的岳父那不勒斯國王那不勒斯的斐迪南多一世也派遣他的兒子卡拉布里亞的阿方索領軍由教宗國南邊進攻，米蘭公爵盧多維科·斯福爾扎派兵前去協助費拉拉，而威尼斯直接威脅的兩個城市，費拉拉的鄰國曼托瓦公國及波隆那也派兵支援費拉拉。

## 衝突

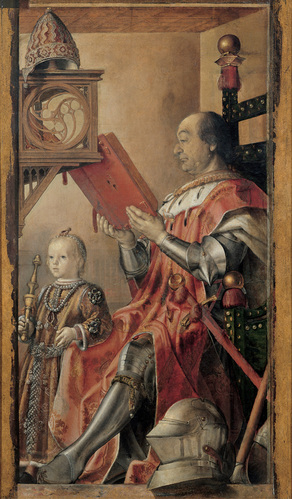
費德里科·達·蒙特費爾特羅（右﹚像

威尼斯在僱傭兵阿拉貢的羅貝爾托·山塞維利諾的領導下由費拉拉的北面進攻，威尼斯軍隊洗劫了阿德里亞並迅速佔領科馬基奧，在鹽沼邊緣攻擊阿爾真塔並在1482年5月圍攻菲卡羅洛及羅維戈，兩座城市皆在數個月後投降。
同一時間，強大的羅馬貴族科隆納家族趁著混亂的局勢，攻打他們的對手，教宗所屬的德拉·羅維雷家族。此時那不勒斯軍已接近羅馬，在8月21日的坎波莫托之役中，教宗雇用的傭兵馬拉泰斯塔家族的羅貝爾托·馬拉泰斯塔雖然在數個戰役中擊敗了那不勒斯軍隊，但羅貝爾托本人卻於8月10日因為瘧疾死於羅馬，費拉拉的指揮官費德里科·達·蒙特費爾特羅因為瘟疫死於一個月後的9月10日，他的一些軍隊被威尼斯軍俘虜，數千人死於瘧疾。威尼斯軍隊很快的越過波河並在1482年11月到達費拉拉的城牆下，他們緊密的圍攻這座城市。這時教宗軍隊正在對抗亟欲北上支援費拉拉的那不勒斯軍，而米蘭也正全神貫注的與熱那亞軍隊交戰，在沒有援助抵達的情況下，費拉拉因威尼斯軍的圍困，城內缺糧且瘟疫開始蔓延，許多居民染上了瘟疫死亡，埃爾科萊一世也被傳染，此時費拉拉公爵夫人，那不勒斯的斐迪南多一世的女兒那不勒斯的埃萊奧諾拉將自己的孩子送到摩德納後，幾乎典當了自己所有的珠寶並呼籲市民保衛城市。與此同時西斯都四世開始擔心強大的威尼斯要是攻下費拉拉或米蘭將會稱霸整個義大利北部並對教宗國造成直接威脅，他敦促威尼斯結束與費拉拉的敵對關係並於1482年11月28日與那不勒斯簽署了條約允許他們通過教宗國北上支援費拉拉（正式的和平協議於12月12日簽屬），教宗的敦促被威尼斯回絕了，憤怒的教宗威脅要將威尼斯逐出教會且召回駐威尼斯大使，並呼籲義大利諸邦對威尼斯開戰。
1483年2月23日，費拉拉的盟友：佛羅倫斯的僭主羅倫佐·德·美第奇、米蘭公爵盧多維科·斯福爾扎、以及曼托瓦侯爵費德里科一世·貢扎加、波隆那領主喬凡尼二世·本蒂沃利奧及教宗特使弗朗切斯科·貢扎加樞機聚集在克雷莫納並同意對威尼斯進攻。教宗除了保證那不勒斯軍可以自由通過教宗國前去援助費拉拉對抗威尼斯及其同盟外，也命令來自羅馬貴族奧爾西尼家族的維吉尼奧·奧爾西尼率領教宗軍隊一同去支援費拉拉，1483年3月初，費拉拉盟軍聚集了4,000騎兵與8,000步兵，並於3月7日將位於波河的威尼斯軍隊擊敗，費拉拉的頹勢逐漸好轉。
1483年5月24日，西斯都四世更進一步發布了教宗詔書，將威尼斯停止教權，而卡拉布里亞的阿方索於1483年夏季先安排6,000人駐守費拉拉，率領了17,000人進攻威尼斯城市貝加莫、布雷西亞及維洛那，威尼斯軍隊花了好大力氣才能捍衛自己的領土。
威尼斯軍隊採取了聲東擊西的作法，他們假借要支持維斯孔蒂家族對米蘭公國的繼承權派遣阿拉貢的羅貝爾托·山塞維利諾前去攻打米蘭，但威尼斯軍不得不回頭對抗迎頭趕上的那不勒斯軍，米蘭在這場戰爭受到了不小的破壞，威尼斯艦隊不甘示弱也於1484年5月佔領了那不勒斯城市加里波利，在這一來一往之中戰事陷入膠著，兩方互不相讓各有勝負。

## 巴尼奧洛和約
戰爭以巴尼奧洛和約的簽訂告終，和約簽署於1484年8月7日，根據和約，埃爾科萊一世得將羅維戈及部分波河平原割讓給威尼斯（已於1482年被威尼斯佔領），而威尼斯軍隊需從其他費拉拉領土中撤軍，埃爾科萊一世收復了阿里亚诺、科尔博拉、阿德里亚、梅拉拉、新堡以及菲卡罗洛，並成功地避免費拉拉被威尼斯消滅或被教宗國吸收，但這場戰爭對費拉拉造成嚴重的破壞，城市花了好幾年的時間才恢復繁榮。而威尼斯獲得了羅維戈及廣闊且肥沃的波河三角洲，確認了威尼斯對義大利本土的擴張，這也是威尼斯在義大利半島幅員最為遼闊的時期。
但顯然西斯都四世對此條約非常不滿意，因為簽訂這條約時完全沒有徵詢過他的意見，當西斯都四世被告知條約內容時，他大為憤怒，並說這是個可恥且羞辱人的條約，他甚至在得知消息的數日後，於8月12日去世。